# Abraxas satoi
Abraxas satoi là một loài bướm đêm trong họ Geometridae.